# Tarsonops sternalis
Tarsonops sternalis là một loài nhện trong họ Caponiidae.
Loài này thuộc chi Tarsonops. Tarsonops sternalis được Richard C. Banks miêu tả năm 1898.